# Johannesschlössl

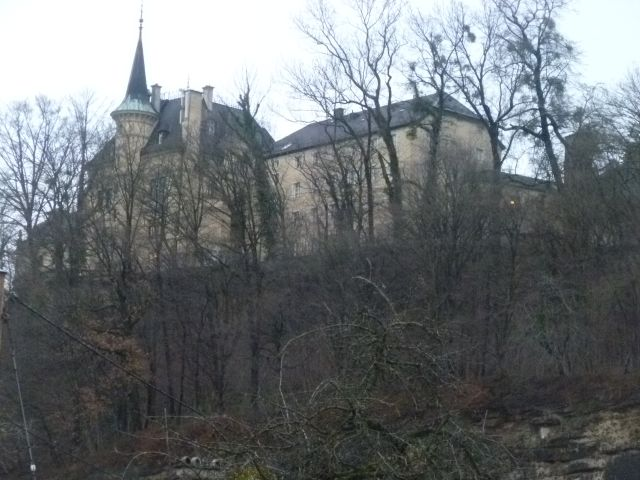
Pallottinerschlössl von der Augustinerstraße aus

Das Johannesschlössl ist das Apostolatshaus und Gästehaus des Pallottinerordens in Salzburg. Früher hieß es nach seinen Besitzern auch Thennschlössl, Altschlössl oder Dekanatsschlössl, heute Pallottinerschlössl.
Es liegt auf dem Mönchsberg (Adresse: Mönchsberg 24) unweit des Museums der Moderne Salzburg. Das Ensemble Apostolatshaus der Pallottiner/Johannesschlößl mit Kapelle und Nebengebäuden steht unter Denkmalschutz und gehört zum UNESCO-Welterbe Historisches Zentrum der Stadt Salzburg.

## Geschichte

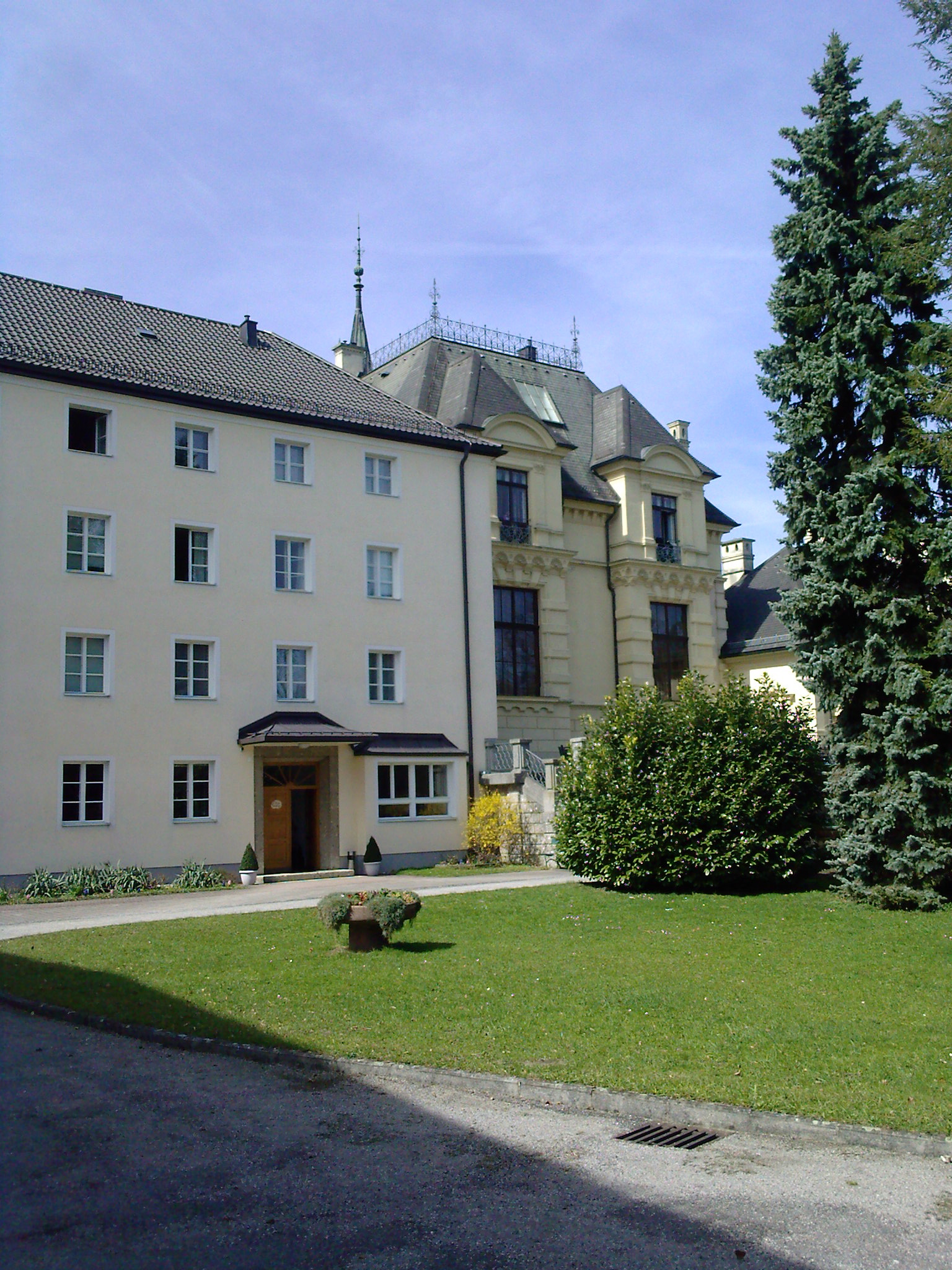
Johannesschlössl: Innenhof

### Adels- und Dechantssitz
Das Johannesschlössl wurde wohl im späten Mittelalter oder im 14. Jahrhundert erbaut.
Eine marmorne Gedenktafel in der Kapelle im Johannesschlössl berichtet: „Ich, Johann Krafft von Weitting, dieser Zeit Domdechant, (habe) diese Kapelln (!) im 1603 Jar von neuem zuegericht und auferbaut“, nachdem (!) „Erzbischof zu Salzburg Wolf Dietrich di(e)ses Schloss der Domdechantei einverleibt hat.“ (mutmaßlich durch Tausch) 
Um 1565 war Georg Tenn der erste bekannte Besitzer des „Thennschlössls“. Nach der Familie Thenn war es im Besitz von Ludwig Alt, dem Vater der Salome Alt; die einzige Tochter Magdalena heiratete 1586 den fürstlichen Rat und Untermarschall Sebastian von Haunsperg und deshalb wurde das Schloss kurzfristig haunspergisch.
Von den Haunspergern erwarb es 1589 Fürsterzbischof Wolf Dietrich von Raitenau, baute es aus, richtete es neu ein und machte es mit der Anlage eines Lustgartens, einer Reitbahn sowie mit gediegener Einrichtung samt u. a. Kassettendecken zu einem Sommersitz. Der Fürsterzbischof erbaute auch die namensgebende St.-Johannes-Kapelle. Die Ruhe des Erzbischofs wurde dort aber so oft gestört, dass er das Thennschlössl 1595 im Tausch gegen einen Stadtgrund, der dem Domkapitel (also dem Dekanat) gehörte, eintauschte (daher die Bezeichnung „Dekanatsschlössl“).
Zuerst übernahm den Besitz 1595 Domdechant Anton von Thun. 1603 renovierte – wie eine erhaltene Tafel bezeugt – Johann Krafft von Weitting als Domdechant die nach Hl. Johannes dem Täufer geweihte Kapelle. 1678 tauschte Domdechant Christoph von Liechtenstein seinen Wohnsitz im Dekanatsschlössl mit dem gräflich Huggentalschen Schloss Schönleiten. Das Schlössl wurde in der Folge von Beamten des Domkapitels genutzt. 1653 wurde eine Zisterne neu errichtet.

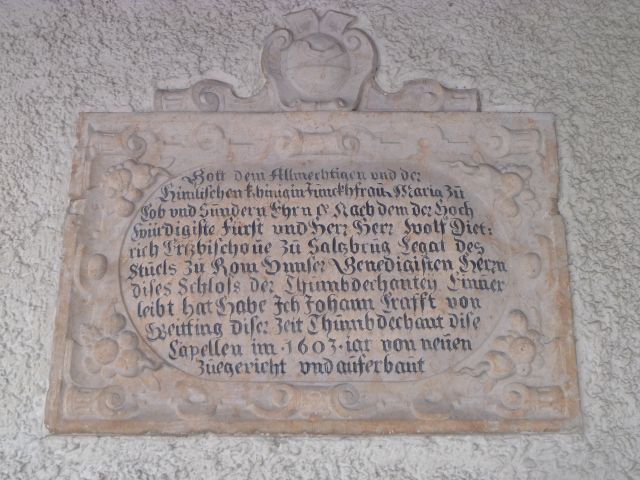
Gedenktafel Johann Krafft von Weitting (1603)
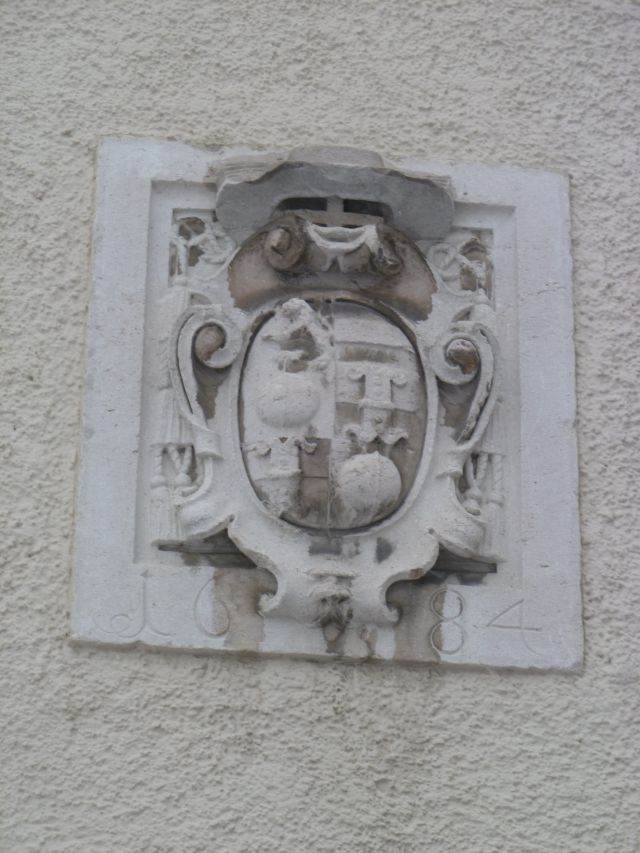
Wappen von Erzbischof Max Gandolf Kuenburg (1683) am Johannesschlössl

### Soldatenunterkunft
1678 wurde der Besitz von der „Hohen Salzburger Landschaft“ (Landstände) erworben, die in dem Gebäude Soldaten und ihre Familien einquartierte; auch eine Schule für die Kinder der Soldaten wurde eingerichtet, wobei als Lehrer ein Gefreiter oder Korporal diente, der zugleich auch Mesnerdienste in der Schlosskapelle versah. Nach den Soldaten zogen dort Invalide ein und später kurzzeitig Strafgefangene. Es wurde zudem als Spital und zur Erholung für die Soldaten verwendet.

### Fabrik und Gasthaus
Nach Aufhebung der fürsterzbischöflichen Landschaft kam es 1816 in den Besitz des Kameralärars, das es 1843 an Josef Reischauer versteigerte. Nach einigen Zwischenbesitzern wurde das Schloss 1858 von Ludwig Achleitner erworben, der dort ein Zündholzfabrik und ab 1859 ein Gasthaus einrichtete. Von den Erben Achleitners kam der Besitz 1884 an Anna Reichl, welche das Schloss renovierte, neue Wohnungen einrichtete und wieder als Gasthaus nutzte.

### Die Zeit des Obersts Paschkoff

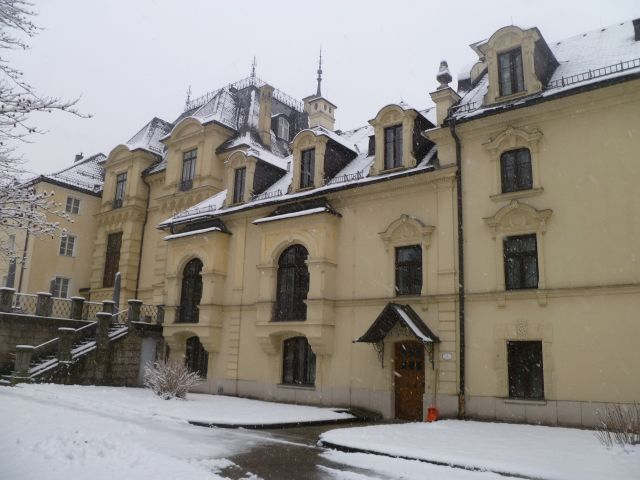
Pallottinerschlössl: Innenhof im Winter

1892 kaufte der russische Oberst Basilius von Paschkoff das Schloss, ein sehr begüterter Mann, der mehrere Bergwerke im Ural besaß. Dieser ließ vom Architekten Carl Demel den Besitz umfassend renovieren und ausbauen. An der Rückseite des Mitteltraktes wurde eine Wendeltreppe eingebaut, der Turm wurde erhöht und dem alten Mitteltrakt wurde ein vollständiger Neubau im Neo-Renaissancestil mit einem großen Saal (als neue Schlosskapelle) im Hochparterre vorgebaut. Nach der Oktoberrevolution wohnten dort viele russische Emigranten. Zu seinen Gästen zählte der Feldmarschall Mannerheim, der die Bolschewiki in Finnland aufgehalten hatte; auch Serge Jaroff, der Gründer des Donkosakenchors, war dort zu Gast. Der Neffe Paschkoffs, Michael Saskowitsch, später ein Weltklasse-Tennisspieler, wuchs nach 1920 hier bei seinem Onkel auf. Oberst Paschkoff selbst verarmte und musste seinen Lebensabend als Taxifahrer in Paris fristen.

### Apostolat und Gästehaus der Pallottiner
Im Jahr 1926 erwarben die Pallottiner das Johannesschlössl von Paschkoff (wie auch das danebenliegende Marketenderschlössl) und richteten es für ihre Theologen, die in Salzburg studierten, ein (fortan Missionshaus St. Johannes genannt). Bis 1941 war es Priesterseminar der süddeutschen Pallottiner-Provinz. 1941 wurde das Schloss von der Salzburger NS-Gauleitung beschlagnahmt, die Pallottiner wurden vertrieben.
Am 17. November 1944 wurde ein Teil des Südflügels durch einen Bombenangriff zerstört, auch die barocke Johanneskapelle wurde schwer beschädigt.
1945 wurde das Schloss als Auffanglager für verwundete Soldaten verwendet. Ein Jahr später entstanden erste Pläne, das Haus wieder aufzubauen. Der Wiederaufbau zog sich Jahre hin. Erst Jahr 1954 konnte das Johannesschlössl fertiggestellt und eingeweiht werden und diente als Apostolatshaus und Noviziat. Von dort aus wird auch die Pfarre Vinzenz-Pallotti-Lehen betreut. Zehn Jahre später erhielt das Schloss nach Plänen des Stadtbaumeisters Franz Wagner eine neue Kapelle. Diese wurde im November 1964 zu Ehren von Johannes der Evangelist eingeweiht.
Heute ist das Johannesschlössl ein religiöses Gästehaus (Cambio und Evangelisations-Zentrum Salzburg – EZS, Haus Mönchsberg Nr. 22) und steht Einzelgästen oder Gruppen offen, die Einkehr und Ruhe suchen.

## Nachweise
- Wo wir sind: Johannes-Schlößl, Website der Pallottiner
- Adolf Frank: Der Mönchsberg und seine Baulichkeiten. In: Mitteilungen der Gesellschaft für Salzburger Landeskunde. Jahrgang 70, Salzburg 1930, S. 1–44 (zobodat.at [PDF]).
- Christian F. Uhlir (Hrsg.): Salzburger Stadtberge. Mönchsberg – Kapuzinerberg – Festungsberg – Nonnberg – Rainberg. edition Winterwork, Salzburg 2011, ISBN 978-3-86468-033-5.
- Johannesschlössl. In: Salzburger Nachrichten: Salzburgwiki.